# Dazaifu (gebied)
Dazaifu (大宰府) is de Japanse naam voor een speciale militaire zone die van de 8e tot de 12e eeuw in Kyushu bestond. Het kwam tot stand in de Nara-periode (710-784) en was gelegen op het eiland Kyushu nabij de Baai van Hakata. Naast zijn functie van militair hoofdkwartier groeide het later uit tot een administratief bureau.

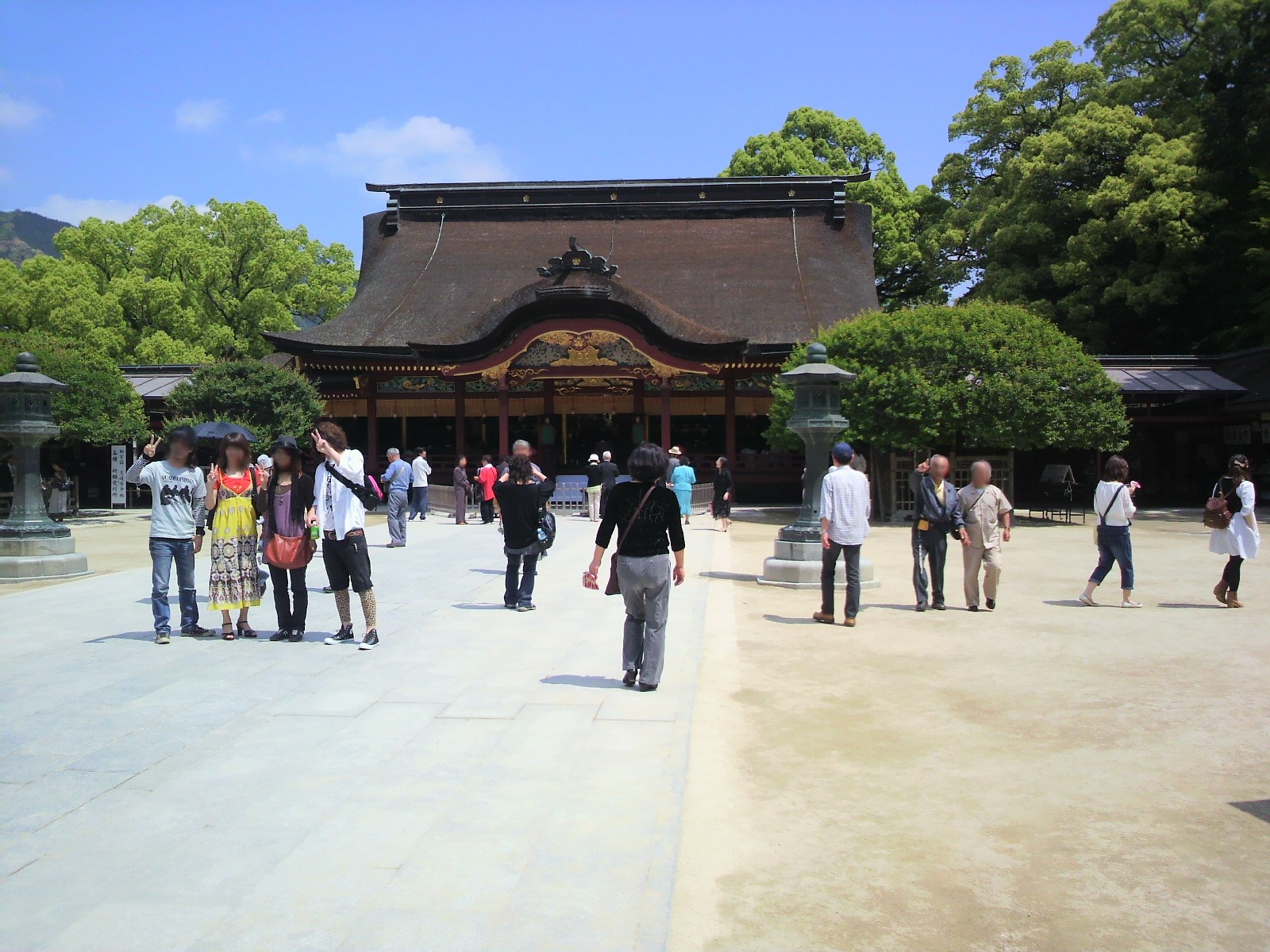
Dazaifu-hoofdkwartier

## Nara-periode

### Ontstaan
Voor de Nara-periode werd het Koreaans schiereiland drie maal binnengevallen door de Chinese Tang-dynastie. Deze drie vonden plaats rond het jaar 660, 663 en 668. De zogenaamde Tanginvasies waren een directe stimulans voor de ontwikkeling van Dazaifu. Japan was getuige van deze invasies dankzij haar aanwezigheid in Korea. De Japanse leiders vreesden na die drie aanvallen voor een invasie in Japan zelf. Dat was dan ook hun voornaamste reden om de verdediging van het land te versterken. Een voorbeeld van deze maatregels was het bouwen van forten. De locaties die hiervoor gekozen werden, waren gesitueerd in Tsushima en Iki. Dit waren twee eilanden gelegen tussen het zuiden van Korea en Kyushu. Bovendien werden er ook watertorens aangelegd in Kyushu zelf.
In 667 begon de Tang-dynastie meer militaire acties te ondernemen. Dit vergrootte de angst onder de Japanse bevolking.  De verdediging van Japan kreeg een hogere prioriteit. Een functie hier van werd er  onder andere een nieuwe muur in Tsushima gebouwd. Daarnaast werden rondom de binnenzee verschillende forten gebouwd. De Japanners vreesden namelijk dat de Tang-dynastie erin zou slagen een landing te maken in Kyushu en van daar de hoofdstad zouden bereiken via de binnenzee. Aangezien de Japanse leiders dachten dat de vijanden door het fort in Nagato zouden dringen, richtten ze ook forten op in Yashima en Takayasu. Hoe dan ook, bij geen van deze nieuwe verdedigingsmaatregelen werd er gebruikgemaakt van nieuwe technieken die uit Korea kwamen. Dazaifu groeide ondertussen  uit tot een militair hoofdkwartier. Dazaifu had vroeger, reeds in de Nara-periode, een specifieke functie toegekend gekregen. Japan probeerde namelijk via dit gebied China en Korea in de gaten te houden en daarbij ook hun intenties.

### Evolutie in tijd
Na de Chinese invallen in Dazaifu werd de verdediging drastisch verhoogd in omliggende streken. In een poging Japan te beschermen tegen dergelijke invallen werden er enkele drastische defensiemaatregelen genomen. Allereerst werden er forten aangelegd in Iki en Tsushima om zo eventuele bewegingen van vijandelijke gebieden te identificeren. Indien dit dan het geval was zouden er rooksignalen worden gegeven. Hoe dan ook, indien de vijanden de kust zouden bereiken was er een mogelijkheid dat ze via een vlakte Japan verder konden intrekken. Om dit te voorkomen werden er ook extra defensiemaatregelen genomen in de vlaktes. Hiervoor werden ingenieurs van het Koreaanse Paekche voor aangesteld.
Er vonden ook enkele belangrijke gebeurtenissen plaats in de Nara-periode waar ook de Dazaifu grenswacht mee betrokken was. Een van de meest opvallende fenomenen was de vijandigheid tussen aristocratische clans en de keizerlijke macht die reeds in de Nara-periode begon. De voornaamste aristocratische clan was de Fujiwara-clan. Fujiwara no Hirotsugu werd naar Dazaifu gezonden, waar hij een lagere post bekleedde. Hirotsugu was hier dan ook allesbehalve tevreden mee en kwam in opstand tegen het hof. Hij deed dit door zijn macht in Dazaifu te gebruiken als uitvalbasis voor deze opstand. Pas enkele jaren later slaagde keizer Shōmu erin de opstand neer te slaan waarna Hirotsugu werd veroordeeld.
De contacten met China werden in deze periode ook versterkt. Vanuit Dazaifu werden er reizen georganiseerd richting China. In 732 werd er bovendien een missie naar Silla, in Korea, georganiseerd. Hiermee wouden de Japanners proberen de betrekkingen met Korea zelf te versterken. In ruil voor hun tocht kregen zij laten dan een bezoekdelegatie terug. Hoe dan ook, de Japanners beperkten zich niet tot reizen naar Korea, maar stuurden ook schepen in de richting van China. Zo vertrokken rond deze tijd zo’n 4 schepen richting dit gebied. In deze periode zag de scheepsbouw dus een grote groei.
Later overviel het leger van Sumitomo Dazaifu. Enkele mensen waren in staat naar de bergen te vluchten, maar de meesten zaten vast in hun gebied. Tegen de avond aan werd de stad dan in brand gezet. Hier is een eerdere vermelding naar geweest, namelijk met de zwarte grond. Dankzij deze gebeurtenis onderging Dazaifu opnieuw een verandering. Zo verloren ze hun controle over Kyushu. De gouverneur generaal kreeg de taak om de belastingen in rijst te ontvangen.
Even later bij de Genpei-oorlog tussen de Taira- en de Minamotoclan heeft de Tairaclan gedurende een lange tijd geprobeerd om een grip te krijgen op Dazaifu.

### Evolutie in functie
In deze periode kwam keizer Shōmu ook aan de macht. Hij liet verschillende tempels aanbouwen in Dazaifu, waar Hirotsugu overigens ook aan de macht kwam. Dit veroorzaakte een talrijk aantal opstanden en rebellieën in het gebied. In 745 kwamen er omwille van de opstanden herzieningen in Dazaifu en werd het gebied heropgebouwd. De gouverneur of chikuzen had namelijk eerst alle macht over Kyushu, maar dit bleek niet bepaald te werken. In 756 werd er een nieuw fort aangelegd in de omstreken van Dazaifu. De Japanners vreesden immers voor een inval van Korea en hoopten op deze manier het gebied enigszins een sterkere verdediging te bieden.
Een van de instellingen die in de Nara-periode werden opgericht om China en Korea in de gaten te houden was de Korokan. Dit was een soort van gasthuis voor buitenlandse ambassadeurs. Dazaifu had voornamelijk een militair en administratief belang in de Nara-, Heian-, Kamakura- en Muromachi-periode. In de Heian-periode was Dazaifu een plek waar hooggeplaatste hovelingen naartoe werden verbannen. Een beroemd voorbeeld hiervan was Sugawara no Michizane. Soms werd het gebied aangevallen door rebellen. Andere keren echter organiseerde de leider van Dazaifu zelf een rebellie.
In de loop van de Nara-periode kreeg Dazaifu een extra functie. Omdat Dazaifu vlak bij de haven van Na, in Kyushu, gelegen was, kreeg het de taak om over de 9 provincies van Kyushu en de eilanden Iki en Tsushima toezicht te houden. Dit werd benadrukt door de aanstelling van een gouverneur. Ook werden er districtraadgevers of -controleurs gerekruteerd. Zij hadden de functie de verschillende districten van Kyushu te controleren. Elk district was opgedeeld in 2 tot 20 dorpen, de zogenaamde ‘sato’. Die dorpen bestonden dan op hun beurt weer uit ongeveer 50 families. Om de 6 jaar werd er een nieuwe gouverneur aangesteld. De controleurs van de districten hadden echter geen precieze regeringstijd.

### Sleutelfiguren

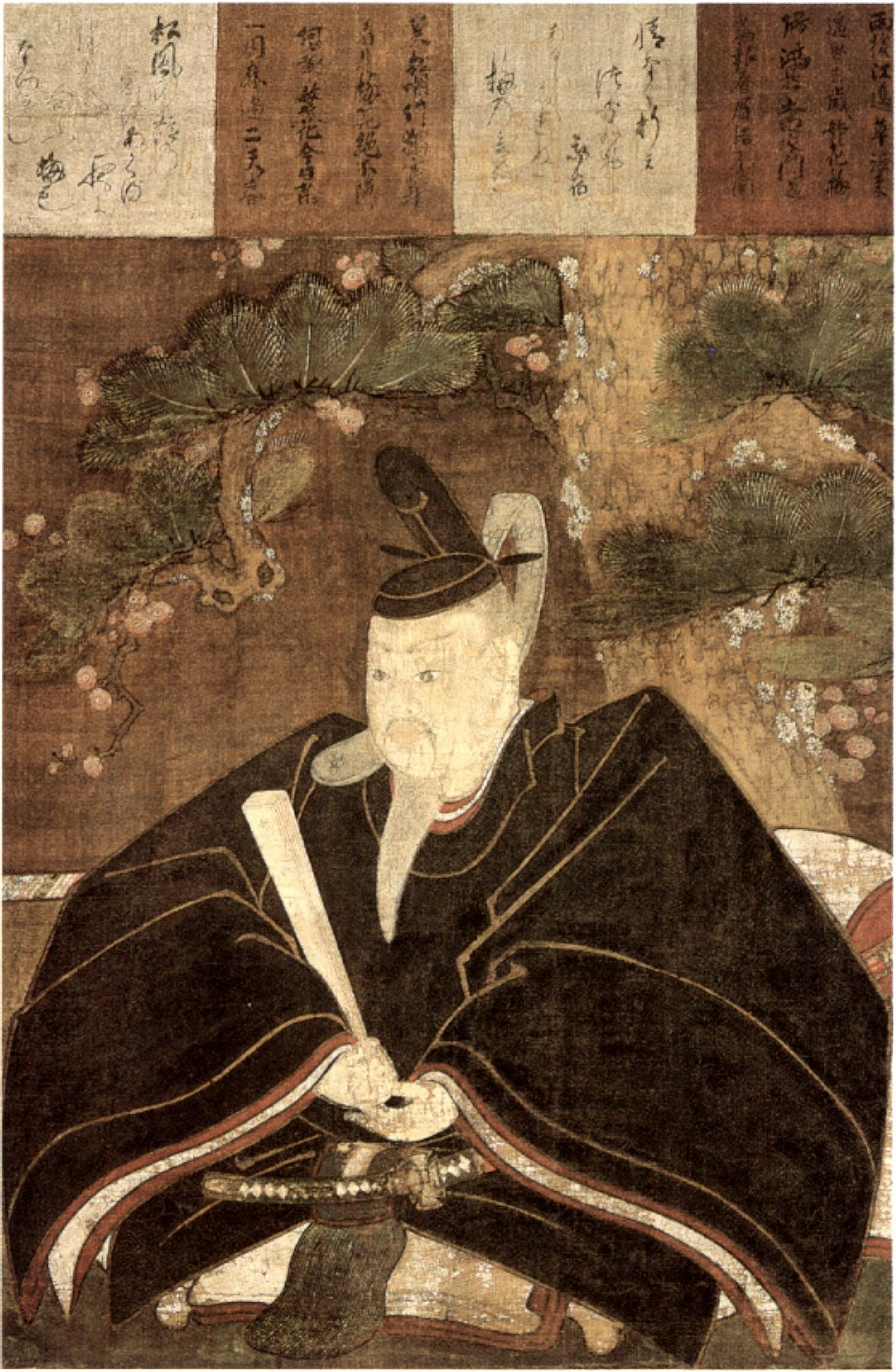
Portret van Sugawara Michizane, 15e eeuw

Hovelingen werden soms naar Dazaifu gestuurd om tijdelijk over dit gebied te regeren. Bovendien was het ook een middel om deze figuren van de hoofdstad weg te houden. Deze personen zouden verder Dazaifu uitbouwen en een grote invloed nalaten. Wanneer een individu, dat oorspronkelijk in de hoofdstad woonde, in Dazaifu om het leven kwam werden zijn assen naar de hoofdstad getransporteerd.
De Otomo-clan (specifieker: Tabito Otomo) verbleef bijvoorbeeld een tijd in Dazaifu. Dat was namelijk de plek waar de Fujiwara-clan hen naartoe had gestuurd. Een vriend van Tabito Otomo was Yamanoue Okura, op dat moment de leider van Dazaifu. Deze twee vrienden bouwden Dazaifu gezamenlijk uit tot een gebied van poëzie en kunst. In het jaar 723 trok Manzei, ook wel Kasa Maro genoemd, in dit afgelegen gebied. Hij begon onmiddellijk aan de aanleg van de boeddhistische tempel genaamd Kanzeonji. Deze tempel was opgedragen aan Kannon, de boeddhistische God van genade en medeleven. Echter, achter de aanleg van deze tempel zat ook weer een reden. De leider die actief was in het jaar 660 wou namelijk een tempel voor zijn moeder tot stand brengen. Hoe dan ook, de bouw van de tempel ging uiterst traag. Dat was dan ook de voornaamste reden waarom er maatregelen werden genomen. Echter, op dat moment onderging Dazaifu een periode waarbij enkele grote problemen aan het licht kwamen. Enkelen daarvan waren honger, droogte, mislukte oogsten enzovoort. Op dat moment werd Manzei verplicht om maatregelen te nemen in verband met deze bedreigingen.
Ook Saicho, een bekende Japanse monnik van de Kamakura- en Muromachiperiode, verbleef gedurende een korte periode in Dazaifu. Dazaifu stond namelijk in voor contact met het buitenland en dan met name Korea en China.

## Japanse middeleeuwen

### Vroege periode
In de Kamakura- en Muromachiperiode, beter bekend als de Japanse Middeleeuwen, kreeg het gebied steeds vaker te maken met problemen. De afstand van de hoofdstad en het grote potentieel van vijandelijkheid ten opzichte van de centrale regering waren daar oorzaken van. Ook de nabijheid van Silla veroorzaakte enigszins moeilijkheden. Omwille van deze moeilijkheden besloten de heersers van Japan op dat moment Dazaifu op te richten als het militaire hoofdkwartier in Kyushu. Met andere woorden: Dazaifu werd een gemilitariseerd bureau. De sotsu, ook wel de generaal van de regering, leidde het nieuwe hoofdkwartier dat vanaf nu zeer complexe structuren had. Bovendien had het nieuwe gemilitariseerde bureau vanaf dat moment de verantwoordelijkheid om de politieke leiding over Kyushu en de eilanden te nemen.
Bij de invasies van de Mongolen in de Kamakura- en de Muromachi-periode begon de politieke rol van Dazaifu helaas af te nemen en verhuisde het politieke centrum van Kyushu naar Hakata. Tijdens de Kamakura- en Muromachiperiodes was Dazaifu de thuisbasis van de Shoni clan. Zij werden later uitgedreven door de Ouchi clan.

### Late periode
In de periode tussen Tabito en Michizane onderging Dazaifu enkele drastische veranderingen. Zo evolueerde de focus van Dazaifu van diplomatie naar handel. Opslaghuizen werden in grote mate aangelegd in het gebied en werden handelaars aangetrokken. Dit proces startte in 824, toen Chang Pogo naar Dazaifu trok voor rust. Echter, hij werd verdacht van piraterij.
De belastingen van goederen en rijst werden geïnd door de gouverneurs van Dazaifu, die overigens de producten die genoodzaakt waren om hun provincies te regeren. Zo werd een groot deel van de geïnde rijstbelastingen opgeslagen in de opslagplaatsen in Dazaifu zelf. Echter, goederen zoals zijde (die mocht alleen gebruikt worden aan het hof) en gedroogde planten moesten verplicht naar de hoofdstad worden gezonden.
In de 170 jaar tussen Tabito en Michizane in onderging Dazaifu grote veranderingen. Tegen de tijd dat Michizane naar Dazaifu werd verbannen, hield het gebied zich niet langer bezig met de diplomatiek, maar richtte zich nu op de ruilhandel. Op deze manier kende het gebied in een heel korte tijd een enorme welvaart.
Deze vooruitgang startte in 824 toen de Koreaan Chang Pogo zijn intrede deed. Chang Pogo hield de piraterij van Korea op een afstand en bevorderde bovendien de handel tussen Japan en Korea. Hoe dan ook, na zijn dood vond er een aftakeling plaats. De Koreaanse piraterij sloeg met volle kracht toe. Bovendien begon de piraterij ook het belastingsysteem van Dazaifu te dwarsbomen.
In 893, 894 en 895 kwamen er hernieuwde aanvallen van de piraten. Het hof stuurde constant soldaten naar Dazaifu, maar zij konden niet veel uitrichten. Japanse scheepsbouw stond te ver achter de Koreaanse en de Japanners hadden geen goede leiders zoals Chang Pogo die het tij konden keren.
De Chinezen mochten gratis verblijven in Hakata. Ondertussen werden hun goederen verkocht, waarbij het hof en de adel eerste keus kregen. Zij stuurden ambtenaren naar Hakata en brachten de goederen naar het hof, waarna het hof voor de goederen betaalde. Deze gratis verblijven hadden een positieve invloed op China. Ook al werden hun goederen meestal afgenomen door de mensen uit Dazaifu, toch genoten ze veel voordeel uit het feit dat ze gratis mochten verblijven in Japan. Dit zorgde er nadien dan voor dat ze zouden blijven terugkomen en dit hield de handel met het buitenland dan weer actief.
Hoe dan ook, dit voordeel voor China had nadelen voor Japan. Doordat het Hof bleef aankopen voor hoge prijzen ontstonden er geldproblemen. Het Hof probeerde de Chinezen te overtuigen minder vaak naar Japan te komen. Hoe dan ook, hier slaagden ze niet in. De Chinezen hielden geen rekening met hen. Hoe dan ook, de geldproblemen hadden nog een andere oorzaak. De landerijen overheen heel het land waren ook belastingvrij. Het Mausoleum van Michizane in 919 kreeg ook belastingvrije landerijen toegewezen.
Dazaifu verloor zijn controle over Kyushu, wat daarvoor een belangrijke taak was. De topposities werden gevuld door mensen die hun eigen zakken vulden, terwijl de mensen van Kyushu voor zichzelf gingen zorgen. Bestaande posities zoals secretarissen werden uitgebreid (van 4 naar 20 secretarissen) om vrienden en vertrouwelingen een goede positie te geven en de posities werden levenslang bezit en werden erfelijk
Belastingen werden echter geïnd, dus het hof liet dit begaan. Wat echter wel een probleem was, was dat Dazaifu probeerde vat te krijgen op de Chinese handelaars. Klachten van de handelaars werden genegeerd. De handelaars vonden bescherming bij het Shinto schrijn van Hakozaki. In 1140 vielen monniken van deze schrijn de inspecteurs van Dazaifu aan, wat uiteindelijk zou leiden tot het verwoesten van het schrijn door krijgers van Dazaifu in 1151.

## Post-middeleeuwen
Vandaag de dag kunnen toeristen nog steeds veel overblijfselen van het militaire hoofdkwartier in Kyushu terugvinden.  Ongeveer 500 rotsblokken bevestigen nu namelijk nog het bestaan van dit complex.
Hoe dan ook, toch is het zo geëvolueerd dat Dazaifu ongeveer vijf eeuwen terug stopte te bestaan. De precieze reden hiervoor is niet gekend. Buiten de stenen die eerder vermeld zijn, is ook de zwarte aarde die nu ook nog teruggevonden kan worden een bewijs van het bestaan van Dazaifu, of beter gezegd, getuige van de inval van een Japanse piraat in het gebied. Nadat hij het gebied had veroverd zette hij Dazaifu namelijk in brand.
Tijdens de Edo-periode maakte Dazaifu deel uit van de Kuroda Han tot de opheffing van het Han-systeem in 1873. Tegenwoordig ligt het in de prefectuur Fukuoka.

## Opbouw

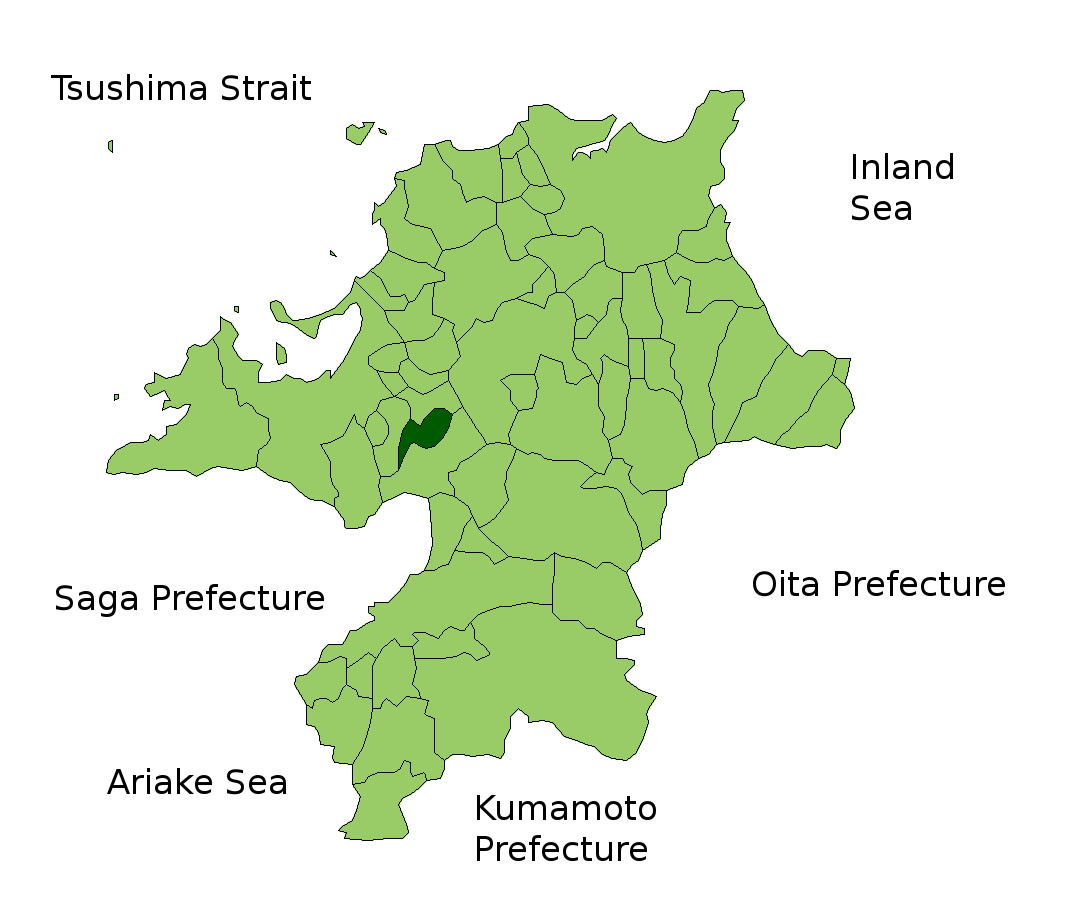
Dazaifu in de prefectuur Fukuoka

Dazaifu lag hoog in de bergen achter de baai van Hakata en werd beschermd door forten in het noorden en zuiden. De reden waarom het militaire hoofdkwartier in Dazaifu aangelegd werd had echter specifieke redenen. Dit gebied lag namelijk het dichtst nabij het hart van Azië. Dat wil zeggen dat indien de andere gebieden besloten Japan binnen te vallen, ze waarschijnlijk via Dazaifu Japan verder zouden proberen binnen te dringen.
Om het hoofdkwartier nog meer bescherming te geven werden er vermoedelijk ook waterforten gebouwd. Vandaag de dag blijft de precieze reden van hun aanleg echter nog steeds onbekend. Er zijn wel overblijfselen van bergforten teruggevonden in het gebied. Hun functie was de opslag van wapens en voedselwaren. Daarnaast zijn er ook verschillende tempels te vinden in de omgeving.
Niet alleen werden er diep in de vlakte en op de aangrenzende bergen forten aangelegd, maar ook opslagplaatsen voor rijst en water werden gebouwd. We vinden vandaag de dag hier nog steeds overblijfselen van terug. Aangezien er in deze vlakte ook een rivier stroomde, werd er een dam aangelegd. Deze kon eventueel opengezet worden bij een aanval om de voortbeweging van de invallers te beslechten. Tegenwoordig wordt deze dam nog steeds gebruikt.
Dazaifu was voornamelijk opgebouwd om de macht van de heersende regering te reflecteren. In het begin bestond het voornamelijk nog uit pilaren, poorten en administratieve gebouwen. Het complex was aangelegd in een dambordpatroon en de gebouwen waren vermiljoenrood geverfd. Hoe dan ook, nadat Dazaifu zijn politieke invloed verloor, werden de gebouwen grotendeels afgebroken.
Dazaifu was in Chinese stijl opgemaakt. Dit had uiteraard een specifieke reden. Zo wouden de Japanners de Chinezen imponeren en hun tonen dat ook zij cultuur bezaten. Dit had ook als bedoeling de gewone bevolking te imponeren. Kyushu lag het verst van de hoofdstad en daarom bestond er een groter gevaar tot rebellie.

## Voetnoten
1. ↑  Het belastingsysteem van Japan was gemodelleerd op dat van China. Dat wil zeggen dat ze enkele van de Chinese maatregelen gingen overnemen en die hen eigen gingen maken.
2. ↑  Hoe dan ook, dit was een uitzondering bij Sugawara no Michizane. Hij liet namelijk een schrijn aanleggen in de omstreken van Dazaifu, de Anrakuji, en gebood later zijn assen daarnaartoe te brengen. Michizane werd daarvoor verbannen uit de hoofdstad door Fujiwara no Tokihira, de minister van links van Keizer Uda.
3. ↑  Rond 773 brak er ook een epidemie uit in Japan, en dan voornamelijk in Dazaifu. Deze ziekte kreeg later de naam pokken. Gezien deze epidemie zeer dodelijk was voor volwassenen bracht dit vooral problemen mee in verband met de oogst.
4. ↑  Op een richel, 20 mijlen ten zuiden van Dazaifu, is in de 6de eeuw een tempel opgebouwd, of beter gezegd een tombe. Deze tombe is gemaakt ter ere van Iwai, de voormalige leider van een groot deel van Kyushu. Hij nam het samen met zijn Hayato-clan op in de strijd tegen de Yamato-clan. Dit getuigt dan weer van de strijd tussen Arakabi van Yamato en Iwai van Kyushu. Zodra Iwai de strijd tegen Arakabi verloor pleegde hij seppuku (zelfmoord) vlak bij de tempel die hij voor hem had laten bouwen.